# Narodni park Göreme
Narodni zgodovinski park Göreme (turško: Göreme Tarihî Millî Parkı) je zavarovano območjo ohranjanja narave in krajine v Turčiji, v Kapadokiji. Ustanovljen leta 1985 ima 95,72 km².
Park je eden od dveh na seznamu svetovne dediščine Unesca v Turčiji.
V središču parka je Göreme, znan po svoji jamski arhitekturi in kamnitih skulpturah v tufu.